# Al-Mal
Al-Mal (arab. المال) – miejscowość w Syrii, w muhafazie Dara. W 2004 roku liczyła 1459 mieszkańców.